# Dana International
Sharon Cohen (en hebreo, שרון כהן; Tel Aviv, 2 de febrero de 1972), más conocida como Dana International (en hebreo, דנה אינטרנשיונל), es una cantante y compositora israelí de música pop. 
Ganó el Festival de la Canción de Eurovisión en 1998 representando a Israel con el tema Diva, siendo la primera persona transgénero en presentarse al festival, ocasionando un gran impacto en su país y en el propio certamen. Volvería a Eurovisión en dos ocasiones más; como autora en 2008 y como intérprete en 2011.

## Biografía
Sharon Cohen nació en Tel Aviv, y recibió su nombre, Sharon, por una tía que había fallecido en un ataque terrorista. Desde pequeña tomó lecciones de música. En su adolescencia actuaba en centros nocturnos en las discotecas más importantes de Israel cuando Offer Nissim, dj y productor de música house y principal exponente de fiestas circuit que se celebran en América, Asia y Europa, la descubrió artísticamente.
En 1993, publicó su primer sencillo, titulado "Saida Sultana", un cover de la canción "My name's not Susan", de Whitney Houston. Dicha canción contiene un sampler de "Así me gusta a mí", del DJ valenciano Chimo Bayo, que fue número #1 en Israel. También publicó su primer disco, de cuyo primer sencillo tomó su nombre artístico, "Danna International", y consiguió gran éxito también en países como Jordania y Egipto.
Paralelamente, Dana International (nombre inspirado por un amigo de la infancia, Daniel, fallecido en un accidente), se somete a una operación de reasignación de sexo en Londres
En 1995, salió a la venta su segundo disco, titulado "Umpatampa", por el que ganó el premio de mejor artista femenina en Israel en 1996. En 1995 también entró en la preselección israelí para el Festival de Eurovisión. Interpretó "Layla Tov Eropa" (Buenas noches, Europa).↵Su tercer disco, "Maganona" (Loca) fue censurado en Egipto y Jordania porque temían que "pervirtiese" a la juventud de esos países. Aun así, se vendieron numerosas copias pirata. De este CD salió el éxito "Cinque Milla".

#### Eurovisión 98

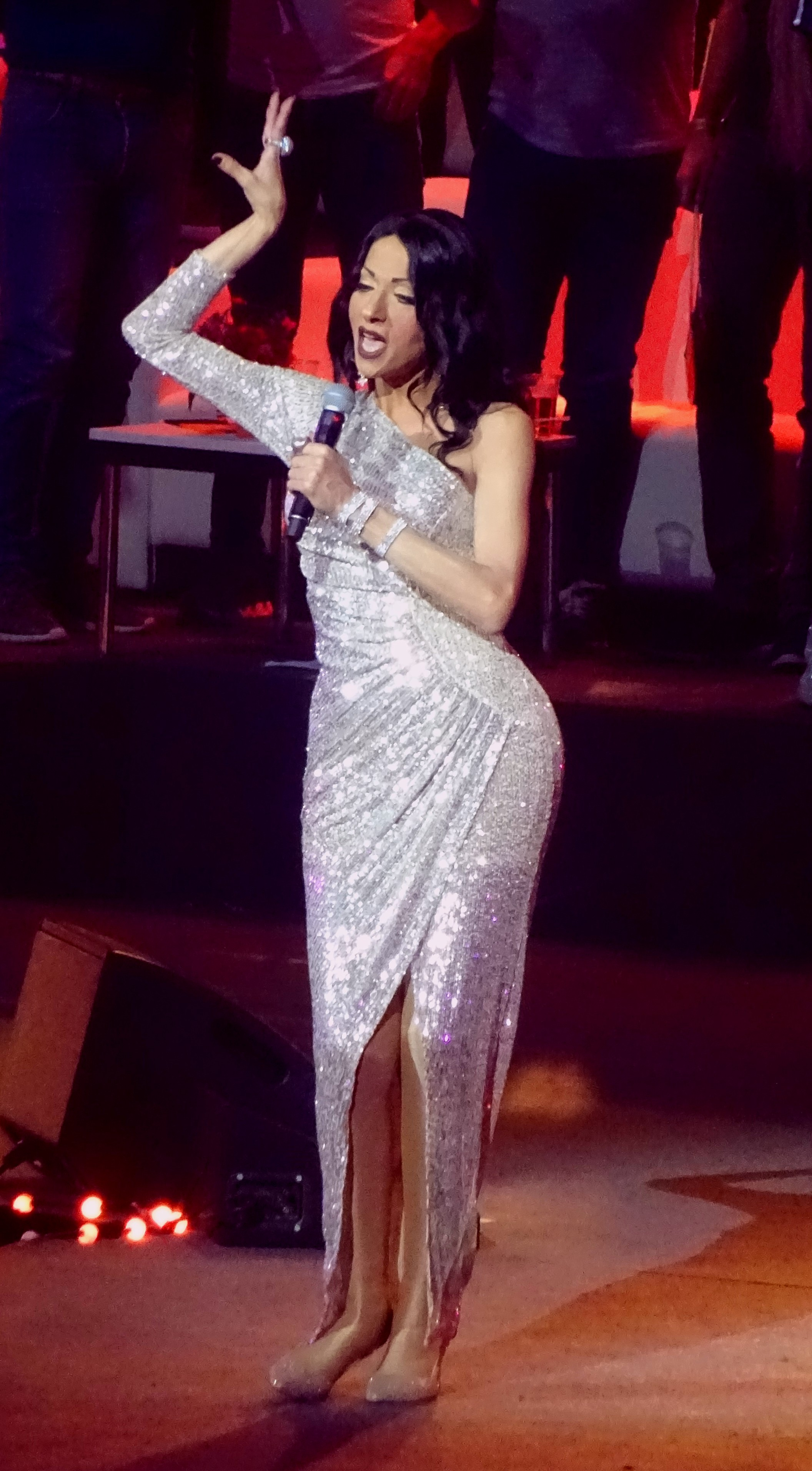
Dana en el Songfestivalfeest Ámsterdam en 2019

En 1998 y ante una enorme expectación representó a su país en el Festival de la Canción de Eurovisión 1998, celebrado en Birmingham (Reino Unido) con la canción "Diva", coincidiendo además con el 50 aniversario de la proclamación del Estado de Israel. La ultraortodoxia israelí llegó a calificar a Dana como "el demonio" y recibió amenazas de muerte, una polémica que provocó que la televisión hebrea no enviase comentarista al festival. El tema sin embargo se impuso con 172 puntos en la noche del festival (primer año en que se usó de manera masiva el voto telefónico) y al volver a actuar decidió vestir una chaqueta de plumas creada por Jean-Paul Gaultier que le recomendaron no usar durante la actuación debido a que en algunos planos le tapaba la cara. La victoria de Dana obtuvo un gran impacto musical (número uno en España y 11 en Reino Unido y 400.000 sencillos de Diva) y sobre todo mediático, siendo la primera artista israelí en ser entrevistada por la MTV y actuar en Top of the Pops. La noche de su triunfo cientos de jóvenes salieron a las calles de Tel Aviv, pues significó el triunfo del sector más liberal de la sociedad israelí y una victoria para los derechos de la comunidad homosexual en Oriente.

#### Tras el festival
Posteriormente, publicó un disco para toda Europa con sus canciones más conocidas en Israel, titulado "The album" y otro con canciones nuevas llamado "Free". Editaría otros dos discos más  y después vendría "The CDs collection".
En 2005 Diva fue elegida la decimotercera mejor canción de la Historia de Eurovisión, título por el que compitió en el espectáculo Congratulations.
A partir del 2000, también colaboró con músicos como DJ Vic, Amir.M & Gal.M y Mike Cruz, y editó temas con ciertas reminiscencias a la música electrónica.
En agosto del 2007, sacó al mercado "Hakol Ze Letova".

#### Regreso al festival y continuación
Volvió a Eurovisión en el 2008 como compositora del tema "The fire in your eyes" interpretado por Boaz Mauda que, tras superar la semifinal, quedó en la novena posición. Ya en 2011 regresaría como autora e intérprete de la  canción "Ding Dong" tras ganar la preselección nacional. Sin embargo en esta ocasión no superó la semifinal en Düsseldorf. Volvió a vestir de Jean-Paul Gaultier.
En 2013 y tras un descanso de dos años, Dana dio a conocer sus nuevos singles, "Ma la'asot" y "Loca".  Ha aparecido en otras ocasiones en programas relacionados con el Eurofestival, como el 60 Aniversario organizado por BBC en Londres en 2015 y en la apertura de la edición 64 en Tel Aviv.

#### Activismo
Dana International ha hecho campaña en favor de los derechos de la población gay de Israel y es habitual en las celebraciones del Orgullo en varias ciudades de Europa. En 2016 actuó en la Puerta de Alcalá en Madrid

## Discografía

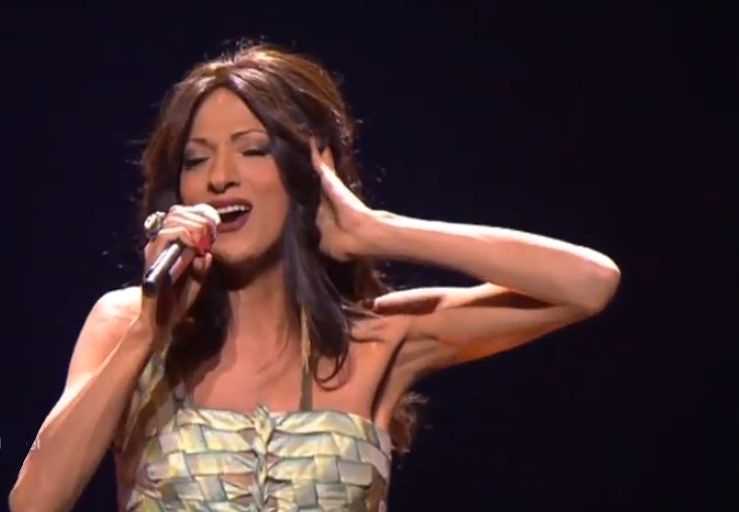
Dana en Eurovisión 2011

- 1993: Dana International, IMP Dance
- 1994: Umpatampa, IMP Dance
- 1995: E.P.Tempa, IMP Dance
- 1996: Maganuna, Helicon/Big Foot
- 1998: The Album (CD que copila los éxitos hasta el momento y remixes)
- 1998: Diva - The Hits, IMP Dance
- 1999: Free, CNR Music
- 2000: Free (edición Israelí), NMC
- 2001: Yoter ve yoter (más y más), NMC
- 2002: Ha'chalom ha'efshari (El sueño posible), IMP Dance
- 2003: The CDs collection, IMP Dance
- 2007: Hakol Ze Letova. (Todo es para bien).
- 2011: Ding Dong